# لنین (شهرستان علم‌الدین)
لنین (به لاتین: Lenin) یک منطقهٔ مسکونی در قرقیزستان است که در شهرستان علم‌الدین واقع شده‌است. لنین ۱۰٬۶۵۳ نفر جمعیت دارد.